# Inter-Entity Boundary Line

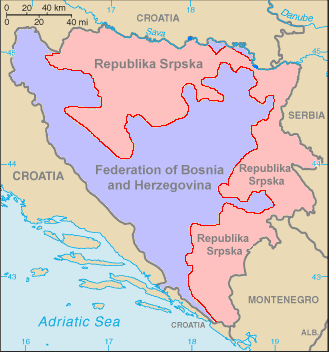
Die IEBL auf der Karte von Bosnien und Herzegowina 1996–2000 (rot)

Die Inter-Entity Boundary Line (IEBL, deutsch auch Entitätengrenze) teilt Bosnien und Herzegowina seit dem Ende des Bosnienkrieges in zwei Entitäten, die Föderation Bosnien und Herzegowina und die Republika Srpska. Diese wurde im Abkommen von Dayton 1995 festgelegt. Die Gesamtlänge dieser Trennlinie, die größtenteils dem ehemaligen Frontverlauf im Krieg folgt, beträgt 1.080 km.
In den ersten Jahren nach Kriegsende fanden noch Kontrollen an der innerbosnischen Grenze statt, mittlerweile ist die Linie nur noch durch Willkommensschilder der Republika Srpska zu erkennen.
Folgende Gemeinden wurden durch die Entitätengrenze geteilt (im Uhrzeigersinn, in Klammern neu entstandene Gemeinden):
Bosanska Krupa (Krupa na Uni, RS) – Sanski Most (Oštra Luka, RS) – Ključ (Ribnik, RS) – Bosanski Petrovac (Petrovac, RS) – Drvar (Istočni Drvar, RS) – Kupres (Kupres (RS)) – Jajce (Jezero, RS) – Kneževo (Dobretići, FBiH) – Doboj (Usora, Doboj Jug, Doboj Istok; FBiH) – Gradačac (Pelagićevo, RS) – Odžak (Vukosavlje, RS) – Bosanski Šamac (Domaljevac-Šamac, FBiH) – Orašje (Donji Žabar, RS) – Lopare (Čelić, FBiH) – Ugljevik (Teočak, FBiH) – Zvornik (Sapna, FBiH) – Kalesija (Osmaci, RS) – Sarajevo-Stari Grad (Istočni Stari Grad, RS) – Novo Sarajevo (Istočno Novo Sarajevo, RS) – Ilidža (Istočna Ilidža, RS) – Trnovo (Trnovo RS) – Pale (Pale-Prača, FBiH) – Goražde (Ustiprača, RS) – Foča (Foča-Ustikolina, FBiH) – Mostar (Istočni Mostar, RS) – Stolac (Berkovići, RS) – Trebinje (Ravno, FBiH). Insgesamt wurden 27 von damals 109 Gemeinden geteilt.
Viele der neuentstandenen Gemeinden in der Republika Srpska erhielten nach dem Krieg zunächst den Namenszusatz Srpski („Serbisch“), z. B. Srpski Mostar („Serbisches Mostar“). Nachdem der bosnische Verfassungsgerichtshof ethnische Bezüge in Ortsnamen 2004 verbot, mussten sie umbenannt werden und tragen heute zumeist den Zusatz Istočni („Östlich“).